# Honkasaari (ö i Finland, Mellersta Finland, Jyväskylä, lat 62,44, long 26,58)
Honkasaari är en ö i Finland. Den ligger i sjön Armisvesi och i kommunen Hankasalmi i den ekonomiska regionen  Jyväskylä ekonomiska region  och landskapet Mellersta Finland, i den centrala delen av landet, 270 km norr om huvudstaden Helsingfors. Öns area är 15,6 hektar och dess största längd är 1 kilometer i nord-sydlig riktning.